# 機場路 (香港)
機場路（英語：Airport Road）是香港的一條道路，位於大嶼山赤鱲角，為連接東涌及香港國際機場的主要道路。道路南接北大嶼山公路，沿著赤鱲角東岸一直到達機場北交匯處，在北端連接暢航路。
雖然並非快速公路，但車速限制達每小時80公里。

## 途經巴士
大部份來往機場的巴士路線皆途經此道路，而機場巴士（A／NA線）則途經本路直接前往市區，詳列如下。

## 交匯道路
- 北大嶼山公路
- 駿運路交匯處
- 東岸路
- 暢航路
- 暢旺路
- 暢景路
- 機場南交匯處
- 航天城路
- 機場北交匯處